# NGC 4828
NGC 4828 ist eine 14,6 mag helle linsenförmige Galaxie vom Hubble-Typ S0 im Sternbild Haar der Berenike am Nordsternhimmel. Sie ist schätzungsweise 282 Millionen Lichtjahre von der Milchstraße entfernt und hat einen Durchmesser von etwa 55.000 Lj. Die Galaxie ist Mitglied des Coma-Galaxienhaufens Abell 1656.
Im selben Himmelsareal befinden sich u. a. die Galaxien NGC 4816, NGC 4817, NGC 4848, IC 839.
Das Objekt wurde am 22. April 1865 von Heinrich Louis d’Arrest entdeckt.